# Дзвінкий ясенний боковий африкат
Дзвінкий ясенний боковий африкат — приголосний звук, що існує в деяких мовах. У Міжнародному фонетичному алфавіті записується як ⟨d͡ɮ⟩.